# Джулакян, Ромео Суренович
Ромео Суренович Джулакян (арм. Ռոմեո Ջուլհակյան, 31 декабря 1937, Октемберян — 24 апреля 2005) — армянский политический деятель и заслуженный архитектор.
- 1960 — окончил Ереванский политехнический институт. Член-корреспондент инженерной академии Армении.
- С 1964 — член союза архитекторов Армении. Профессор Ереванского архитектурно-строительного института.
- С 1975 — руководитель архитектурной мастерской института «Ереванпроект».
- 1990—1991 — был главным архитектором г. Еревана.
- 1991—1996 — начальник госуправления по архитектуре и градостроительству Армении.
- 1996—1997 — первый заместитель министра градостроительства Армении.
- C 1997 — главный советник министра градостроительства и председатель градостроительного совета Армении.

## Основные работы
Дом приёмов Совмина Армянской ССР в Ереване.
Станция «Зоравар Андраник» Ереванского метрополитена.
Станция «Шенгавит» Ереванского метрополитена.
Водная база в Ереване.
Мост в районе Давидашен в Ереване.
Дом союза художников Армении в Ереване.
Жилые дома по ул.Джрашат, Ерзянка, Водопьянова, Кирова в Ереване.
Памятник студентам ЕГУ, павшим в ВОВ в Ереване.
Памятник зодчему Каро Алабяну в Ереване.
Памятник братьям Орбели в Цахкадзоре, художнику Мартирос Сарьяну в Ростов-на-Дону.
Надгробия поэта Гегама Сарьяна и генерала Карапетяна в Ереване.
Надгробие маршала Бабаджаняна в Москве.
Степы и мемориальные доски — художнику Акопу Коджояну; скульптору Ара Саркисяну; поэтам Аветика Исаакяна и Гургену Маари.
Мемориал в честь героической битвы Муса-Лера в Ливане.
Памятные медали и графические оформления печатных изданий.
Здание союза охотников в Ереване.
Автовокзал в Ереване.
Институт физкультуры в Ереване.